# Coffee et Kareem
Pour plus de détails, voir Fiche technique et Distribution.
Coffee et Kareem (Coffee and Kareem) est un film américain réalisé par Michael Dowse, sorti en 2020.

## Synopsis
James Coffee, un policier, a une relation avec Vanessa Manning mais le fils de celle-ci, Kareem, complote pour les faire rompre. Il essaie notamment d'engager un criminel en fuite, Orlando Johnson, pour l'intimider.

## Fiche technique
- Titre : Coffee et Kareem
- Titre original : Coffee and Kareem
- Réalisation : Michael Dowse
- Scénario : Shane Mack
- Musique : Joseph Trapanese
- Photographie : Brian Burgoyne
- Montage : Daniel Gabbe
- Production : Mike Falbo et Ed Helms
- Société de production : Pacific Electric Picture Company
- Pays :  États-Unis
- Genre : Action, comédie policière
- Durée : 88 minutes
- Dates de sortie : 
  - Netflix : 3 avril 2020

## Distribution
- Ed Helms (VF : David Krüger) : Coffee
- Terrence Little Gardenhigh (VF : Kaycie Chase) : Kareem
- Taraji P. Henson (VF : Annie Milon) : Vanessa Manning
- Betty Gilpin (VF : Barbara Beretta) : l'inspecteur Linda Watts
- RonReaco Lee (VF : Jean-Michel Vaubien) : Orlando Johnson
- David Alan Grier (VF : Frédéric Souterelle) : le capitaine Hill
- Andrew Bachelor (VF : Jhos Lican) : Rodney

 Source et légende : version française (VF) sur RS Doublage

## Accueil
Le film a reçu un accueil défavorable de la critique. Il obtient un score moyen de 35 % sur Metacritic.